# 旖鳳蝶
旖鳳蝶（學名：Iphiclides podalirius），又稱舟形鳳蝶或梨樹鳳蝶，是鳳蝶科的一種蝴蝶。

## 亞種
已知亞種包括：
- I. p. centralasiae (Rosen, 1929)
- I. p. persica Verity, 1911
- I. p. podalirius （中歐與南歐）
- I. p. virgatus (Butler, 1865)
- I. p. xinyuanensis Huang & Murayama, 1992 中國新疆新源

獨立物種爭議：
- I. p. feisthamelii （北非、西班牙與法國西南部），常被視為獨立物種伊比利亞旖鳳蝶[3]

## 分布
雖然英文俗名意為「稀有鳳蝶」，本種在歐洲大陸其實相當常見，僅在英國較為罕見。分布範圍遍及古北界東部與歐洲大部分地區（除北部外），北至德國下盧薩蒂亞與波蘭中部，東經小亞細亞與外高加索延伸至阿拉伯半島、巴基斯坦、印度與中國西部。 瑞典中部與英國雖有零星記錄，但可能僅為迷蝶而非遷徙個體。

## 棲息環境
本種棲息於花園、城鎮、田野、開闊林地等環境，偏好有黑刺李灌木叢的果園。在阿爾卑斯山區可分布至海拔2000公尺，但通常活動於丘陵與低海拔地區。在斯洛伐克摩拉瓦河洪泛平原，本種被視為保存較好的乾草原棲地指標物種，這些區域具有森林-草原植被且未經人工砍伐。

## 保育現狀
旖鳳蝶在某些年份數量頗豐，但因黑刺李灌木遭砍伐而逐漸稀少。目前於捷克、斯洛伐克、德國、匈牙利、盧森堡、俄羅斯、烏克蘭、波蘭與北馬其頓受法律保護。 在奧地利部分省份被列為瀕危物種，歐洲整體保護狀況尚不明確。亞美尼亞族群數量穩定，評估為無危物種。 雖有文獻評估為易危物種:46，但未列入IUCN紅色名錄。

## 形態特徵
雄蝶翼展60-80毫米，雌蝶62-90毫米。翅底色為乳白色或淡黃色，前翅有六條虎斑狀條紋與楔形斑紋，後翅外緣有藍色新月斑，後角具橙色圓斑並帶有較長的尾突。外型近似金鳳蝶、科西嘉鳳蝶、亞歷山大鳳蝶與北美帶鳳蝶。

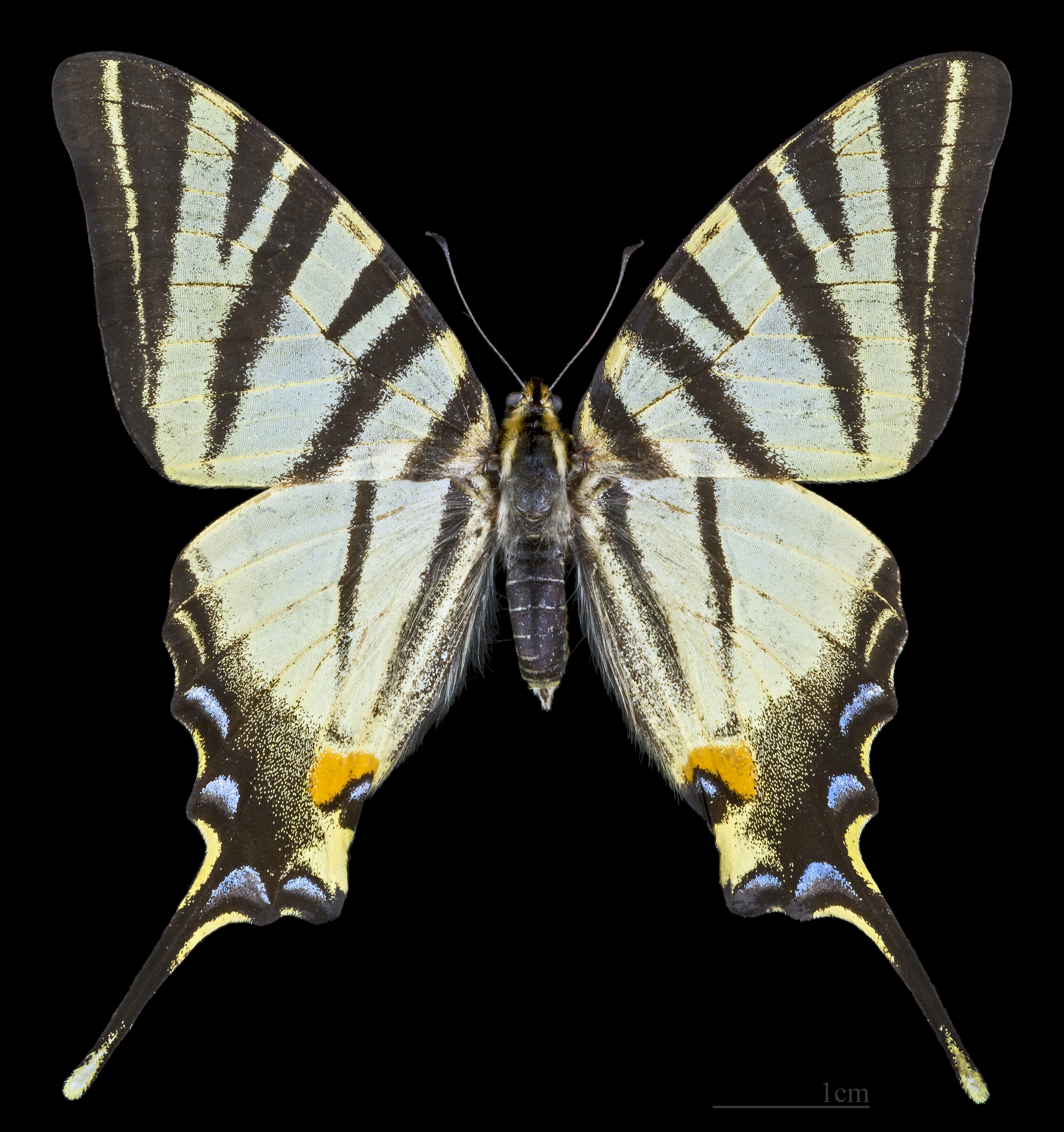
雄蝶正面
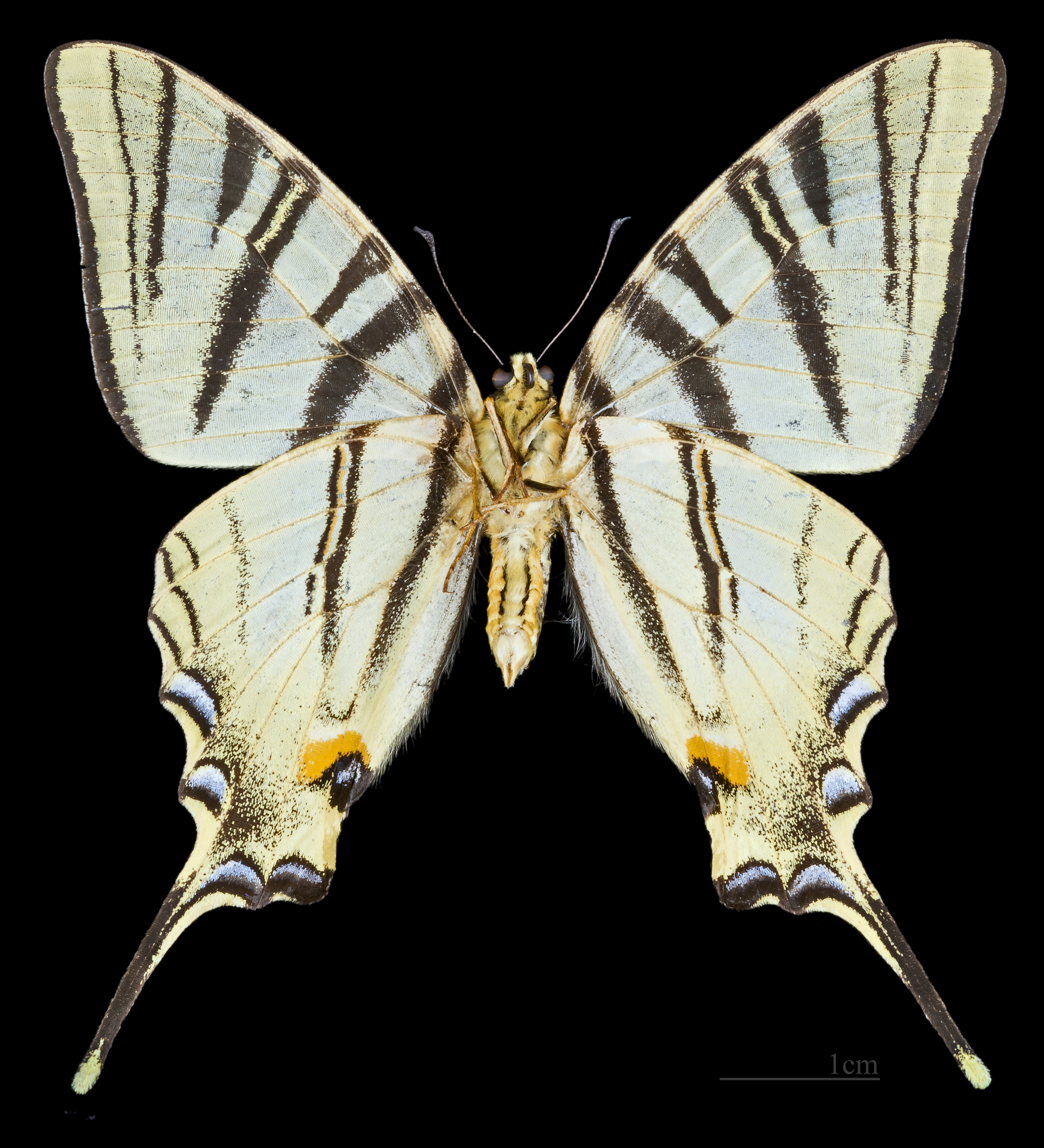
雄蝶反面
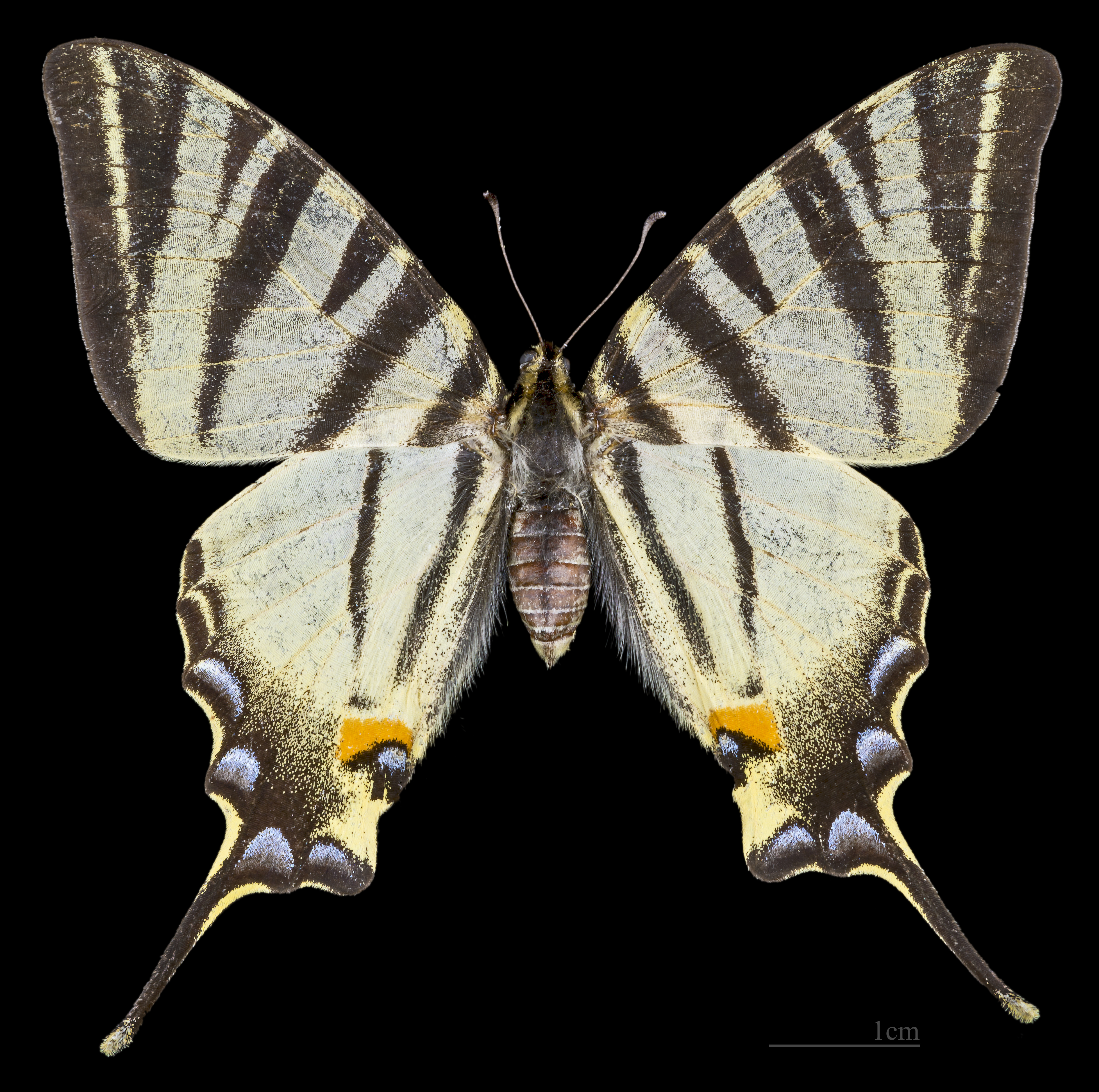
雌蝶正面
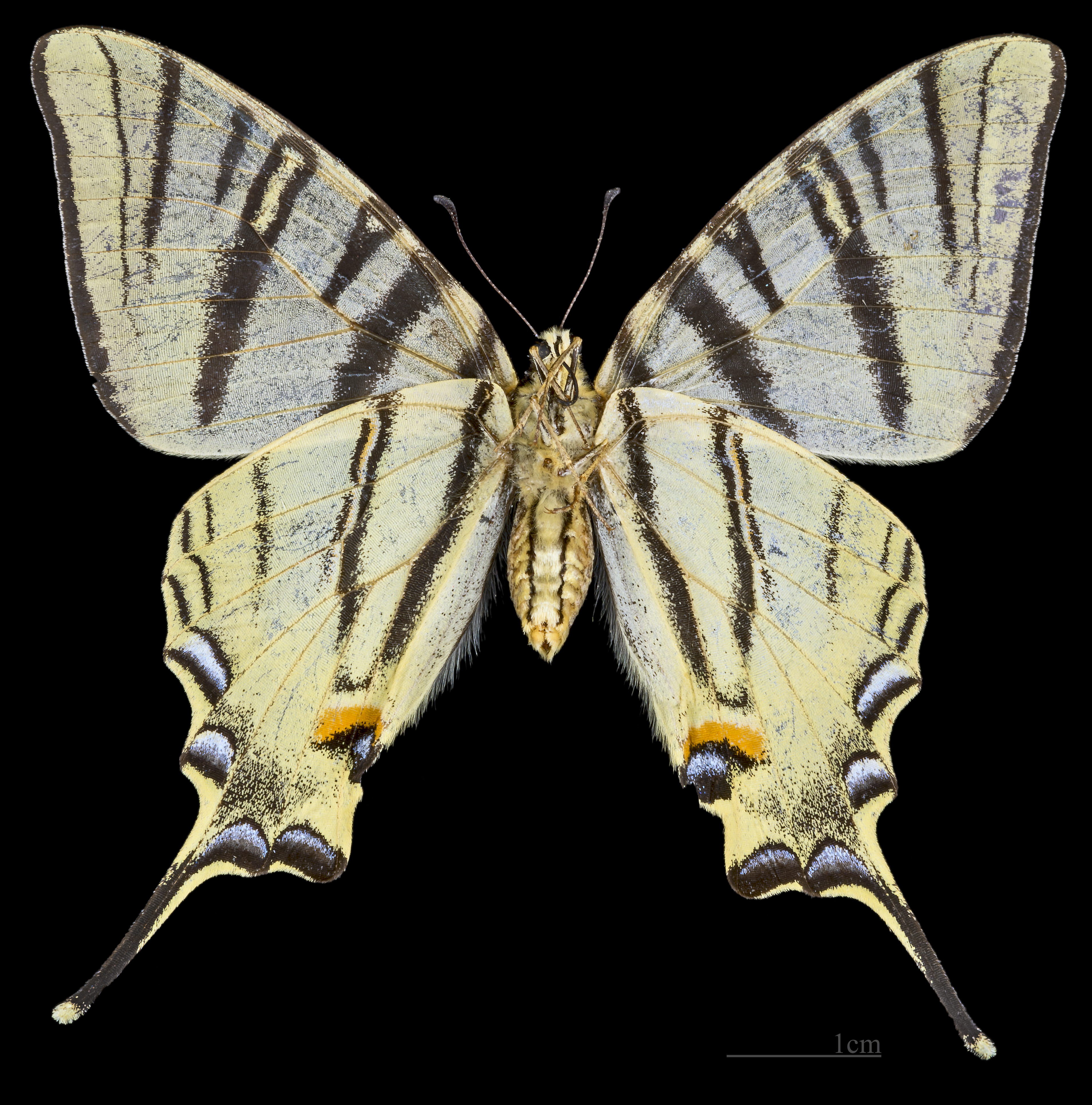
雌蝶反面

## 生物學
成蟲活動期為3月至10月，每年發生1-3代。 幼蟲為多食性，寄主植物包括：
- 山楂屬（芬蘭）
- 單子山楂（古北界）
- 蘋果與家蘋果（古北界）
- 李屬（芬蘭、古北界）
- 杏（古北界、西班牙）
- 甜櫻桃（古北界、西班牙）
- 酸櫻桃（古北界、俄羅斯）
- 西洋李（古北界）
- 扁桃（古北界、西班牙）
- 稠李（古北界）
- 桃（古北界）
- 黑刺李（古北界）
- 梨屬（古北界）
- 歐洲花楸（古北界）

幼蟲會在葉片上吐絲固定。初齡幼蟲體色深暗，背部有兩大兩小綠色斑塊；終齡幼蟲轉為綠色，具黃色背中線與側線。夏季蛹多為綠色，越冬蛹則為褐色。研究發現幼蟲會從棲息處至取食點留下絲線軌跡，且能辨識自身與其他個體的絲線。
西班牙研究顯示，蛹會形成綠色或褐色以適應環境：綠色蛹直接發育於寄主植物上，褐色蛹則在落葉層進入滯育。8月前化蛹多形成綠色，8月後多為褐色。光週期是決定蛹色的關鍵因素——綠色蛹藉植物背景躲避小型哺乳類與鳥類捕食，褐色蛹則透過落葉偽裝避開鳥類天敵。

## 生活史

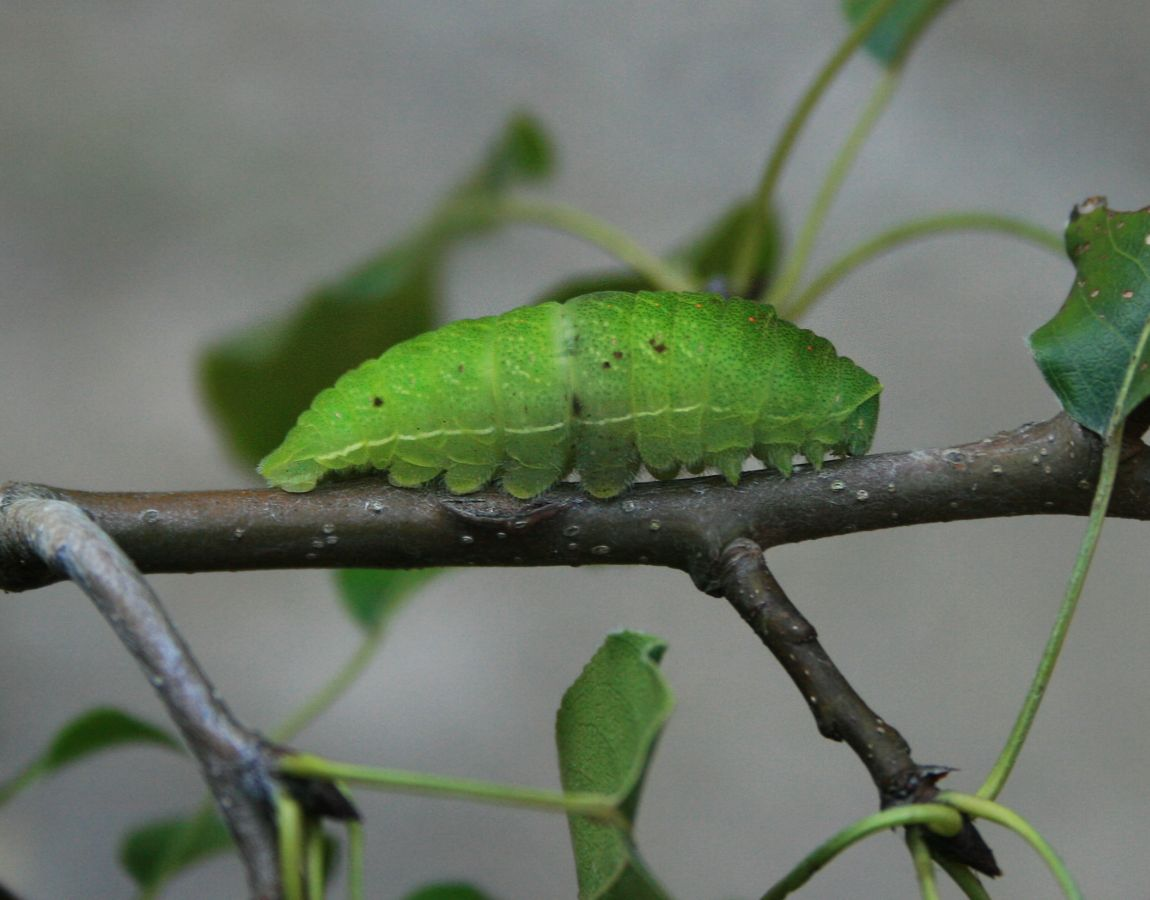
幼蟲
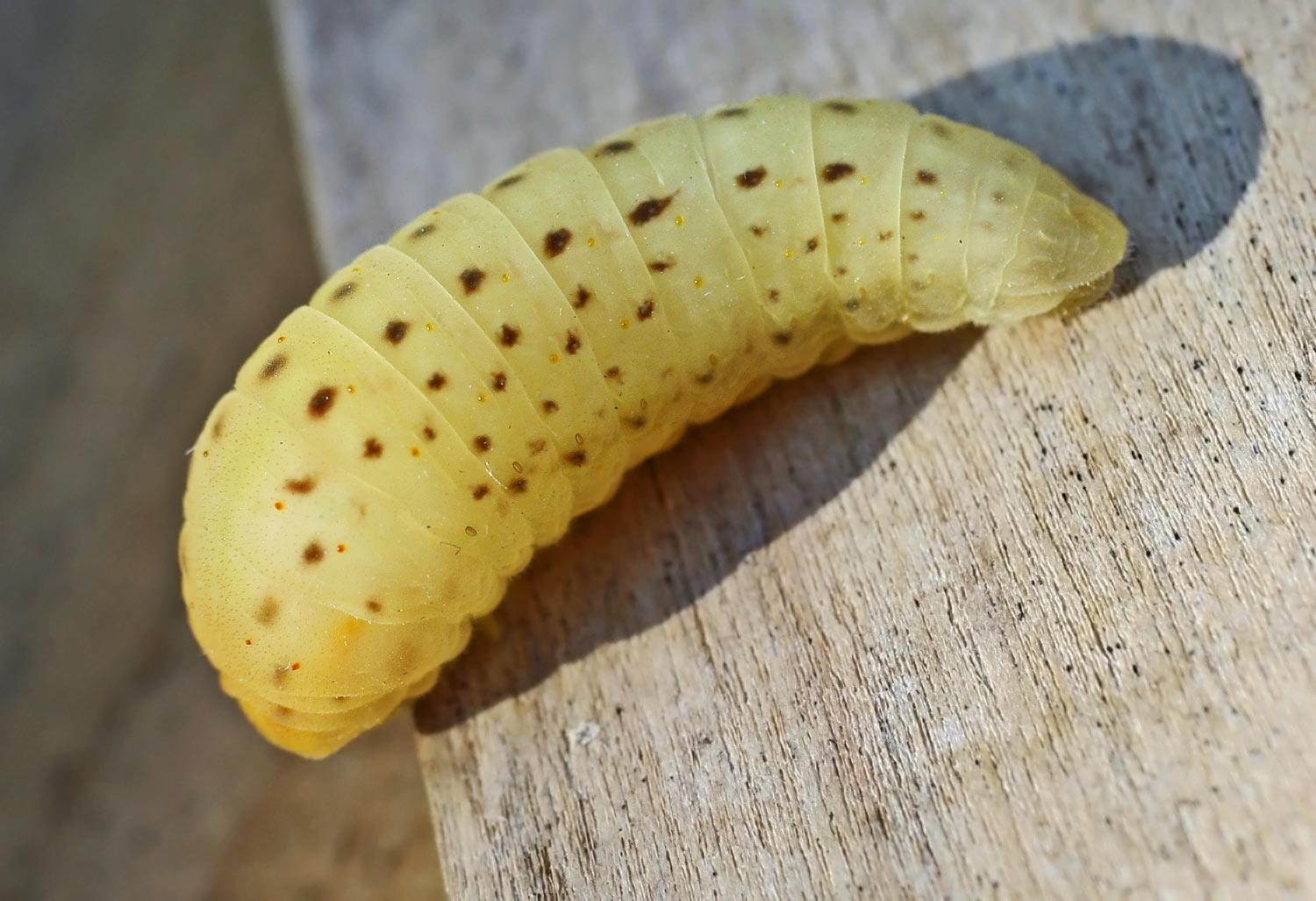
化蛹過程
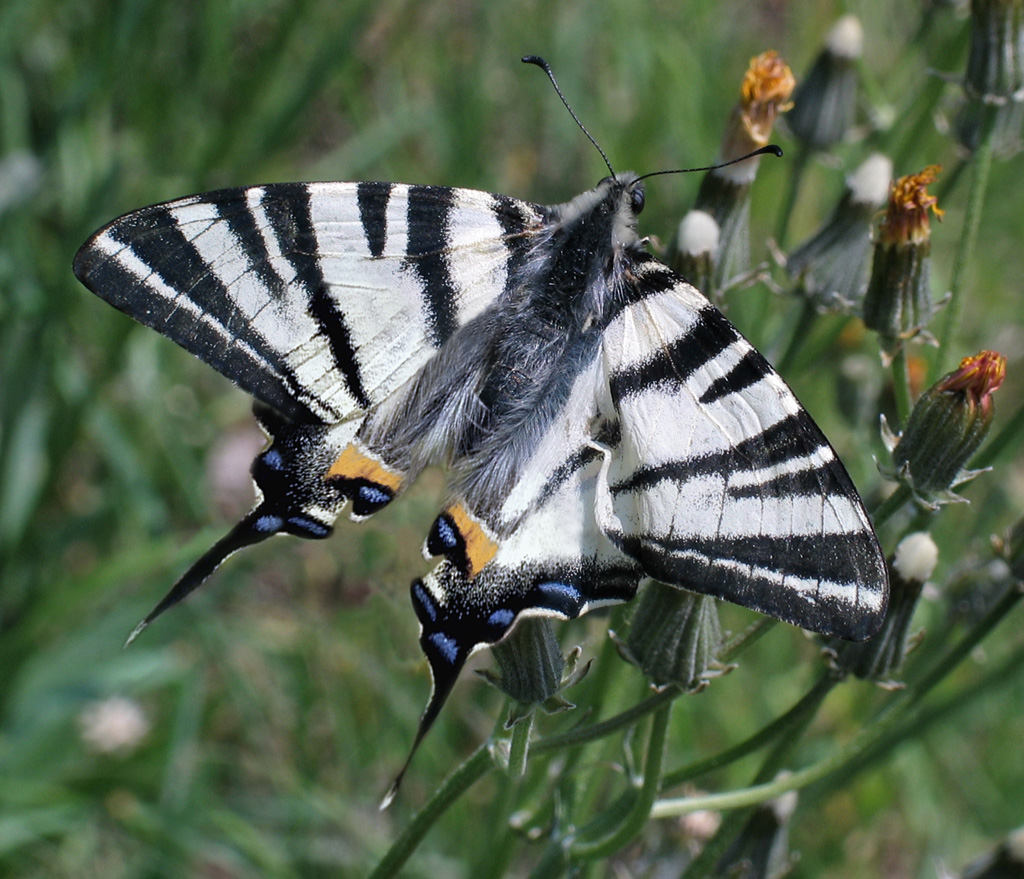
成蝶

## 外部連結
- 旖鳳蝶（Butterflycorner.net）
- Lepiforum.de （页面存档备份，存于）
- Paolo Mazzei, Daniel Morel, Raniero Panfili 歐洲與北非蛾類與蝴蝶 （页面存档备份，存于）
- Guy Padfield蝴蝶專頁 （页面存档备份，存于）
- 亞美尼亞蝴蝶保育 （页面存档备份，存于）